# Anomala quadripartita
Anomala quadripartita är en skalbaggsart som beskrevs av Ohaus 1916. Anomala quadripartita ingår i släktet Anomala och familjen Rutelidae. Inga underarter finns listade i Catalogue of Life.